# Betretungsrecht (Erholung, Sport)
Das Betretungsrecht regelt den Gemeingebrauch an fremden Flächen wie Wälder und Fluren zum Zwecke der Erholung.

## Deutschland

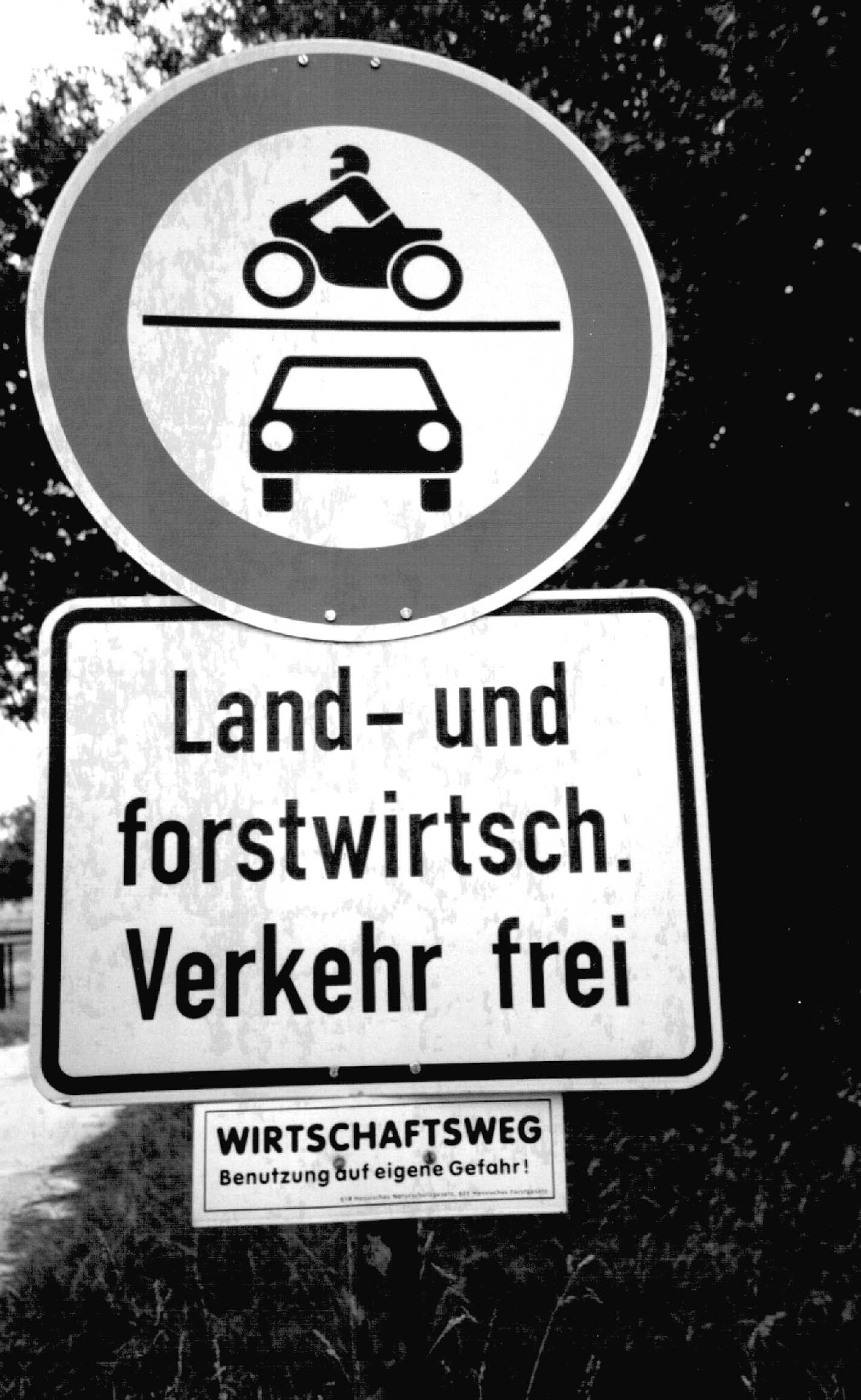
Fahrradkompatible Wirtschaftswegbeschilderung Usinger Modell

Das Betretungsrecht ist, soweit private Flächen betroffen sind, eine Einschränkung des Eigentumsrechts (Art. 14 GG). Es ist in mehreren Bundesrahmengesetzen geregelt: betreffend Straßen, Wege und ungenutzte Grundflächen in der freien Landschaft in § 59 Bundesnaturschutzgesetz, betreffend Wälder in § 14 Bundeswaldgesetz und betreffend Wasser- bzw. Eisflächen im Wasserhaushaltsgesetz.
Grundflächen können auf Dauer oder vorübergehend ungenutzt sein.
Auf Dauer ungenutzt sind etwa Feldraine, Heide-, Moor-, Öd-, Brach- oder Felsflächen.
Vorübergehend ungenutzt sind landwirtschaftliche Flächen außerhalb der Nutzzeit.
Als Nutzzeit gilt bei Feldern die Zeit zwischen Saat bzw. Bestellung und Ernte, bei Weiden und Wiesen die Zeit zwischen Aufwuchs und abgeschlossener Beweidung bzw. Mahd.
Als dauerhaft genutzt gelten Sonderkulturen wie Garten-, Obst- oder Weinbau, diese dürfen nur auf Wegen betreten werden.
Das Betreten erfolgt grundsätzlich auf eigene Gefahr. Mit nutzungstypischen Gefahren vor allem aus Landwirtschaft und Forst (Matschglätte, Nadelholzsplinte, Erntereste usw.) muss besonders gerechnet werden. Das Betretungsrecht führt also nicht zu besonderen Unterhaltungs- oder Haftpflichten der Flächeneigentümer oder -besitzer (vgl. auch LG Kleve vom 13. Juli 1990 – 1 O 500/89; LG Kleve vom 24. März 1995 – 1 O 355/94; OLG Düsseldorf vom 21. November 1996 – 18 U 71/96, auch OLG Karlsruhe vom 20. Dezember 1974 – 10 U 115/74). Ohne straßenverkehrsrechtliche Wegweisung, z. B. für Wanderer, kommt es auch zu keiner faktischen Umwidmung der Wege, insbesondere der Wirtschaftswege. Ein Waldweg bleibt also auch dann ein Waldweg und wird nicht zum Fuß-, Reit- oder Radweg im Sinne des § 41 StVO.
Das Bundeswaldgesetz führt sowohl das Reiten als auch das Radfahren und das Fahren mit Krankenfahrstühlen ausdrücklich neben dem Betreten auf, allerdings beschränkt auf Wege und Straßen. Beide Gesetze geben den Bundesländern aber die Möglichkeit, Näheres zum Betreten sowie die Einbeziehung weiterer Fortbewegungsarten in das Betretungsrecht (also auch Reiten und Fahren in Feld, Wald und Flur) durch Landesrecht zu bestimmen.
Soweit also das Radfahren und Reiten auf privaten Flächen außerhalb des Waldes vorgesehen werden soll, muss das ausdrücklich im betreffenden Landesgesetz vorgesehen sein: Art. 14 GG erfordert, dass Inhalt und Schranken des Eigentums nur durch eine gesetzliche Regelung, also nicht durch eine untergesetzliche Norm (Satzung, Rechtsverordnung usw.) bestimmt werden (Vorbehalt des Gesetzes). So ist z. B. in Hessen und Rheinland-Pfalz das Radfahren nicht im Betretungsrecht enthalten.
In je nach Landesrecht besonders zu begründenden Fällen können Eigentümer von Flächen (in der Regel einvernehmlich mit der zuständigen Fachbehörde für Forst oder Naturschutz) diese für den Gemeingebrauch sperren.
Eine Besonderheit ist Art. 141 der Verfassung des Freistaates Bayern. Dieser macht unter anderem den freien Zugang zu Naturschönheiten und die Erholung in der freien Natur zusammen mit dem Betretungsrecht zum Verfassungsrecht. Er verpflichtet Gemeinden und den Staat, der Öffentlichkeit den Zugang zu Bergen, Seen und Flüssen zu ermöglichen, weshalb in Bayern ein gesetzliches Vorkaufsrecht des Staates an Seeufergrundstücken existiert. Art. 141 Absatz 3 regelt „Der Genuß der Naturschönheiten und die Erholung in der freien Natur, insbesondere das Betreten von Wald und Bergweide, das Befahren der Gewässer und die Aneignung wildwachsender Waldfrüchte in ortsüblichem Umfang ist jedermann gestattet.“

## Finnland, Norwegen und Schweden
In diesen drei skandinavischen Ländern existieren deutlich weitergehende Rechte unter dem Begriff „Jedermannsrecht“, die zum Beispiel unter bestimmten Voraussetzungen auch das Übernachten im Zelt, Feuer machen und Angeln erlauben.

## Italien
In Italien ist ein großer Teil der Strände in privater Hand (im Jahr 2019: 50 %). Das Gesetz sieht vor, dass ein angemessener Anteil der Strände öffentlich zu sein hat, und dass die örtlichen öffentlichen Strände nicht auf Zonen begrenzt sein dürfen, die in Bezug auf landschaftliche Schönheit, Sauberkeit und Wassertemperatur systematisch schlechter wären als die, in denen private Strände liegen. Regionale Vorschriften können festlegen, wie hoch dieser Anteil sein muss. Betreiber privater Strandbäder dürfen für die Nutzung ihrer Sonnenschirme und Liegen Gebühren verlangen; der Zugang zum Meer, das Baden und der Aufenthalt an der Küstenlinie (meist fünf, teils drei Meter neben dem Wasser) ist laut Gesetz auch dort jedem gestattet.

## Neuseeland
Eine Art Betretungsrecht mit freiem Zugang zu allen Gewässern, sowie freier Nutzung eines Streifens von 20 Metern Breite entlang aller Küsten und Gewässer wurde den Einwohnern Neuseelands von Königin Victoria im Jahre 1840 zugesprochen. Ab 1992 wurde das traditionell the Queen's Chain genannte, gesetzlich vage geregelte Recht Gegenstand von Debatten. Streitpunkt war vor allem das Betreten privaten Eigentums. Der 2008 verabschiedete Walking Access Act sowie der Outdoor Access Code 2010 regeln den Zugang zu Gewässern und die Betretung zu Fuß, auf Pferden und per Fahrrad von Wald, Wiese und Bergen. Das Betreten von privatem Eigentum, um zu den (öffentlichen) Gewässerstreifen zu gelangen, ist nunmehr nicht gestattet, außer über alle, auch unmarkierten, gesetzlich als Straßen zu bezeichnenden Wege ("legal roads").

## Österreich
In Österreich existiert ein allgemeines Betretungsrecht unter dem Begriff Wegefreiheit. Laut § 33 „Forstgesetz“ aus dem Jahre 1975 gilt die Wegefreiheit im Wald. Das heißt, jedermann darf Wald zu Erholungszwecken betreten und sich dort aufhalten, gehen, wandern, laufen, nicht aber reiten, fahren, zelten oder lagern bei Dunkelheit. Auch Skifahren im Wald sowie Tourengehen, Skilanglaufen, Schneeschuhwandern und Sportklettern sind von diesem Betretungsrecht umfasst. In Tirol und in Niederösterreich wird das Recht der Allgemeinheit auf Betreten und Nutzung der Berge für den Bergsport als Gewohnheitsrecht verstanden. Das Ödland oberhalb der Baumgrenze ist mit Ausnahme der anders als durch Beweidung landwirtschaftlich genutzten Gebiete für den Touristenverkehr frei und kann von jedermann betreten werden. Dieses Betretungsrecht gilt auch abseits der Wege. Bei diesen Zugangsrechten gibt es gesetzliche Einschränkungen.

## Schweiz
In der Schweiz gilt ein freies Betretungsrecht von Wald und Weide, das dem Jedermannsrecht der skandinavischen Staaten nahe kommt. Das im Zivilgesetzbuch in Artikel 699 geregelte Recht beinhaltet auch das freie Sammeln von Waldprodukten im „ortsüblichen Umfang“, nicht aber für kommerzielle Zwecke. Außer in speziellen Fällen, wie z. B. zum Schutze von Jungwald oder Biotopen, darf auch Privatwald nicht eingezäunt werden, um den Zutritt fremder Personen zu verhindern.

## Spanien
Generell gibt es in Spanien wie in den meisten romanischen Ländern kein allgemeines Betretungsrecht. Das „Spanische Küstenschutzgesetz“ bestimmt jedoch die Beschränkung und Enteignung des Privateigentums zum Schutz der spanischen Küsten und gewährleistet das Recht der Allgemeinheit zum Betreten und Bewandern des gesamten Küstenstreifens.

## Vereinigte Staaten
In den Vereinigten Staaten gibt es kein allgemeines Betretungsrecht. So ist das Wandern und Fahrradfahren auf Wiesen und im Wald nur dann gestattet, wenn der Eigentümer dem vorab ausdrücklich zustimmt. Public lands sind dagegen meist frei für die Nutzung zu Erholungszwecken.

## Vereinigtes Königreich
Bezüglich Schottland wurde das alte Gewohnheitsrecht, sich auf unkultiviertem Land frei bewegen zu dürfen, mit dem Land Reform (Scotland) Act 2003 gesetzlich festgeschrieben.  In England und Wales gibt es kein allgemeines Betretungsrecht. Wälder und Fluren dürfen nur entlang öffentlicher Wegerechte frei betreten werden, sofern das jeweilige Land nicht explizit als Access Land ausgewiesen ist.